# سن-پریست
شهر سَن پریِست (به فرانسوی: Saint-Priest) در شهرستان رون در ناحیه رون-آلپ با جمعیت ۴۰٬۷۴۶ نفر در کشور فرانسه واقع شده است.